# 陰陽大戦記の式神一覧
陰陽大戦記の式神一覧（おんみょうたいせんきのしきがみいちらん）は、メディア展開する『陰陽闘神機』や『陰陽大戦記』などに登場する式神の一覧である。使い手はコミカライズも含める。技の効力はTVシリーズだけでなく神操機の場合も記す。

## 種族と式神一覧

### 椿
属性は木。由来は冬から春まで咲く花、椿。二十四節気の一、立春（2/4〜2/18）と活力を司る。モチーフは、クマ科。武器は斧。
椿のゴロウザ
声：稲田徹
モデル：熊　武具：陰陽斧･月輪刃、日輪刃（つきのわ、ひのわ）　流派：天・地
契約闘神士：ウシワカ　ドウゲン
熊に似た獣人的な外見を持ち面倒見が良い素朴な式神。契約者に活力を与える。一族の中でも特に豪快さを好む勇者で、戦闘に入ると竜巻のような突進力で立ち塞がる者を粉砕する。
- 秘伝黒旋風（ひでんこくせんぷう）
二丁の斧の柄をつなぎ、ブーメランのように投げると竜巻を伴って敵に向かう。
- 迫撃貫通無双（はくげきかんつうむそう）

椿のホウシュン
声：千葉一伸
モデル：パンダ　武具：陰陽斧･茶子菜々（ちゃしさいさい）　流派：地
契約闘神士：スバル
パンダに似た獣人的な外見を持ち、一族には珍しく大人しい式神。料理が得意でみんなを喜ばせる事によって活力を得る。時にはその料理自体が武器になる。賽の目切りや戦六本等、包丁技をアレンジした斧さばきを見せる。
- 菜々微塵斬（さいさいみじんきり）
みじん切りを応用した攻撃。俊速の斧さばきで相手が一回り小さくなるほど削る。

椿のカンタロウ
声：千葉一伸
契約闘神士：ゼンジョウ
モデル：ホッキョクグマ　武具：陰陽斧･鯔驚（とどろき） 流派：神
白熊に似た獣人的な外見を持ち、粘り強く自信に満ち溢れた式神。戦いにおいて耐えに耐えて一気にパワー爆発させる戦法を好み、巨大な鯔鷲を使った斬撃は空にオーロラを呼ぶ。
- 本家白吹雪（ほんけしろふぶき）
印を斬ると斧から冷気を噴出し、斧を回転させて敵に吹雪をぶつける。
- 轟天氷柱檻圧殺（ごうてんつつらおりあっさつ）

### 雷火
属性は火。由来は稲妻。また、落雷、よって起こる火災。二十四節気の二、雨水（2/19〜3/5）と希望を司る。モチーフは猛禽類。武器は槍。
雷火のタカマル
声：かわのをとや
モデル：鷹　武具：陰陽手槍･稲妻王（いなずまおう） 流派：天
契約闘神士：ランマル　吉川ヤクモ
鷹に似た鳥人的な外見を持ち、熱血漢で退く事を知らない式神。いつも希望を失はない一族らしく、常に前向きでエネルギッシュ。
- 焼気功（しょうきこう）
- 二神槍撃（にしんそうげき）
- 天魔焼尽撃（てんましょうじんげき）
技の必殺技。周囲の物を焼き尽くす。手槍で印を切り、地面から天に向かって無数の稲妻を生じさせる。
- 真天魔焼尽撃（しんてんましょうじんげき）
- 大怨響（だいおんきょう）
- 神速武近松（しんそくぶちかまつ）
- 煉獄奔流之滝（れんごくほんりゅうのたき）
技の超必殺技。
- 稲妻王烈火覇道（いなずまおうれっかはどう）
技の極必殺。

雷火のフサノシン
声：渡辺明乃
モデル：ハヤブサ　：陰陽手槍・雷鳴王（らいめいおう） 属性：天 地
契約闘神士：モモタ　飛鳥ソーマ
隼に似た鳥人的な外見を持ち、やんちゃで無鉄砲なところのある若い式神。空中の移動速度は全ての式神の中でも一、二を争い、その速さを生かした攻撃が得意。タカマルを尊敬し、憧れている。
- 羽剣爆砕（うけんばくさい）
- 電光雷火撃（でんこうらいかげき）
一直線に雷を纏った槍で貫く。高速で相手に接近して手槍にまとわせた稲妻を放出する。
- 神翼合切剣（しんよくがっさいけん）
羽を飛ばして、手裏剣のように使う。
- 急転直下落葉返（きょううてんちょっからくようかえし）
- 爆炎分身百烈（ばくえんぶんしんひゃくれつ）
- 雷火爆炎陣（らいかばくえんじん）
- 雷鳴王一騎当千（らいめいおういっきとうせん）
技の極必殺。

雷火のジョニザ
モデル：ハクトウワシ　武具：陰陽手槍・暴浪丸（ぼろまる） 流派：天
契約闘神士：シラヌイ
ハクトウワシに似た超人的な外見を持った派で好きな式神。希望的観測でしか物を見ない超楽観主義者。長年使い込んだ愛用の暴浪丸はすでに体の一部と化し、手先で暴れさせながら相手の隙を付くのが常套手段。
- 熱波之陣（ねっぱのじん）
- 雷神如律令
- 暴狼丸雷刀（ぼろまるらいとー）
手の平で遊ばせた手槍でいつの間にか稲妻形の呪傷を敵に負わせる。
- 暴狼丸面壮流（ぼろまるメンソール）
- 暴狼丸精神（ぼろまるソウル）
- 爆心地消失（グランドゼロロスト）
- 稲妻走破昇拳（ライトニングアッパー）

### 芽吹
属性は土。由来は樹木の新芽が出始める事。二十四節気の三、啓蟄（3/6〜3/20）と才能を司。モチーフは両生類と爬虫類。武器は鞭。
芽吹のバンナイ
声：千葉進歩
モデル：トカゲ　：陰陽鞭・金枝四号鞭（きんしよんごうべん） 流派：天
契約闘神士：天流闘神士
トカゲに似た獣人的な外見を持ち、紳士的で人に物を教えるのが上手い式神。契約者の才能を引き出すのに長けた一族の中でも特に優しく面倒見が良い、戦闘においても相手の欠点を指摘しながら、優位に戦いを進める。
- 九字印奈落（くじいんならく）
戦闘中に地面に九字印の罠を完成させ、敵を地下深く葬る。
- 手取袖絡（てとりそでからめ）
体の必殺技。カウンターで相手を打ちのめす。

芽吹のフウライ
声：大倉正章
モデル：カメレオン　武具：陰陽鞭・根抜刀鐸灯（こんばっとたくと） 流派：地
契約闘神士：カスミ
カメレオンに似た獣人的な外見を持ち、闘神士や式神の歴史、昔の文献に精通。一族としての術者の才能を伸ばす際には奇術めいた古代の法を使う為、不安がられる。戦闘でも陰陽鞭を使って古代の戦術を駆使して戦う。
- 戦闘奇影術（せんとうきえいじゅつ）
鞭を奮うと戦闘機のような影が現れ、相手を攻撃する。
- 鳥突王鳥居土（トリックオアトリート）

芽吹のゲンパク
モデル：エリマキトカゲ　陰陽鞭･黒枝一号鞭（こくしいちごうべん）流派：-
契約闘神士：-
エリマキトカゲに似た獣人的な外見を持ち、研究熱心だがかなりの変人式神。誰にでも真似の出来ない発想で知らず知らず契約者の感を高めている事が多いバンナイが敬愛する師匠でもある。
- 大精進奨励叩（だいしょうじんしょうれいたたき）
相手の攻撃を過剰に高め、能力を暴走させることで敵を自滅させる。
- 痛点見切祓（つうてんみきりばらい）

### 青龍
属性は土。由来は東を守護する青龍。二十四節気の四、春分（3/21〜4/4）と人望を司る。武器は矛。
青龍のブリュネ
声：西前忠久
モデル：青龍　武具：陰陽矛・ラ・マルセイエーズ 流派：天
契約闘神士：吉川ヤクモ
西洋竜に似た獣人的な外見を持ち、誇り高い軍人気質の式神。人望を重んじる一族の中でも特に誇り高く卑怯な戦法を嫌う。西洋式の変わった形の陰陽矛を持つ。
- 爆風断罪（ばくふうだんざい）
- 巴里之走馬灯（パリのそうまとう）
- 凱旋門之風（がいせんもんのかぜ）
壮絶な暴風を矛で指し示した一点に集中させ、凄まじい貫通力を持たせる。
- 断頭台之露（ギロチンのつゆ）
- 螺子式貫通波（スクリューかんつうは）
右腕から旋風と同時にブローを放つ。左腕からも繰り出せる。
- 究極竜護符変化（フィネールデュラガン）
- 終章破滅之炎舞曲（しゅうしょうはめつのロンド）
- 愚嵐蒼怒改（ぐらんそうどかい）
- 解珠汰瑠吐解（げしゅたるとかい）

青龍のコタロウ
モデル：青龍　武具：陰陽矛･我妻誉（あづまほまれ）　流派：天
契約闘神士：ツクヨミ
竜に似た獣人的な外見を持ち、理想の高い優等生タイプの式神。一族は契約者の人望を高めるため、契約者に試練を与えて成長させようとする。
- 赤牙強襲斬（せきがきょうしゅうざん）
- 左道十字斬（さどうじゅうじざん）
- 貫通鬼浄拳（かんつうきじょうけん）
- 竜神権現妙婆荷（りゅうじんごんげんそわか）
- 逆行天照輝閃（ぎょっこうアマテラスきせん）

青龍のキバチヨ
声：勝杏里
モデル：青龍　武具：陰陽矛・逆鱗牙（げきりんが）　流派：神
契約闘神士：大神マサオミ
竜に似た獣人的な外見を持ち、生意気だがどこか憎めない式神。人望の才があり、自然と人気者となるところがある。しかし、その人気を裏付けるだけの実力も持ち合わせ矛による攻撃は多彩にして華麗。
- 邪鬼滅殺砲（じゃきめっさつほう）
心の必殺技。右手から光弾を撃つ。
- 福福招来加神（ふくふくしょうらいかしん）
技の必殺技。攻撃を敵の後ろを目掛けて打つ。
- 奮迅熱風旋（ふんじんねっぷうせん）
体の必殺技。強烈な熱風をアッパーで撃ち出す。
- 降魔震脈玄浄（こうましんみゃくげんじょう）
心の超必殺技。
- 金輪際撲滅戟（こんりんざいぼくめつげき）
技の超必殺技。矛を巨大化させ相手の近くに落下させて滅ぼす。
- 炎尾逍遥玄舞（えんびしょうようげんぶ）
体の超必殺技。
- 龍鱗爆雷（りゅうりんばくらい）
心の極必殺。上空に飛んで脇から鱗を撒布して爆撃する。
- 天地開闢裂武人（てんちかいびゃくさくぶじん）
技の極必殺。大きく伸びた矛で大地を一直線に切り開らき、その裂け目に敵を吸い込ませる。
- 桃源消失牙（とうげんしょうしつが）
体の極必殺。
- 霊騒乱燦燦（れいそうらんさんさん）
- 対大降神小銃逆鱗爪一九四一斉射（たいだいこうじんしょうじゅうげきりんそういちきゅうよんいちせいしゃ）
式神の技名が長い。矛をライフルに変え、相手を蜂の巣にするまで撃ち出す。
- 八手舞拿（やってまいな）

### 青錫
属性は金。由来は炭素族元素の一、錫。二十四節気の五、清明（4/5〜4/20）と適応力を司る。モチーフは畑や田に姿を現す昆虫。武器はボウガン。
青錫のツクモ
声：矢部雅史
モデル：オケラ　武具：陰陽ボーガン・細蟹（ささがに）　流派：天 地
契約闘神士：ヤマセ
オケラに似た機械人的な外見を持ち、つつましい神様らしくない式神。一族が優れている適応力を処世術に生かす。戦闘においては土中からのボーガンを使った奇襲を得意とし、戦い慣れした一面も見せる古強者。
- 蟲殺確率九十九（こさつかくりつきゅうじゅうきゅう）
- 犍陀多之運命（かんだたのさだめ）

青錫のジュウゾウ
声:石川ひろあき
モデル：バッタ　武具：陰陽ボーガン･黄昏（たそがれ）　流派：地
契約闘神士：鷹宮ハヤテ
バッタに似た機械人的な外見を持ち、したたかな傭兵的な式神。一族の中でも特に経験が豊富で野戦では抜群の強さを誇る。狙撃が得意。
- 十方暮鋼崩（じっぽうぐれはがねくずし）
空気中の水分を矢に凝縮させ、敵の金属装備をことごとく錆びさせてゆく。
- 閃光空矢射（せんこうからやうち）

青錫のナナヤ
声：陶山章央
モデル：オニヤンマ　武具：陰陽ボーガン･三毬杖（さぎちょう）　流派：地
契約闘神士：ガイタツ
オニヤンマに似た機械人的な外見を持ち、細かいことにこだわらないのんきな式神。上空からの狙撃を得意とし、素早い動きでヒット＆アウエイを繰り返す。語学に優れ、通訳としての才能もある。背中に仕込まれた短剣での近距離戦も得意。
- 死線上鞠矢（しせんじょうまりや）
上空から相手の立ち居地に続く竜脈に爆矢を放ち、誘爆に巻き込む。
- 八幡破魔成層圏（やんまはませいそうけん）

### 消雪
属性は水。由来は積もった雪を溶かす事。二十四節気の六、穀雨（4/21〜5/5）と安定を司る。モチーフは水生動物。武器は銛。
消雪のタンカムイ
モデル：イルカ　武具：陰陽銛・大志（たいし）　流派：天
契約闘神士：吉川ヤクモ
海豚に似た魚人的な外見を持ち、明るく前向きな性格の式神。一族の重んずる安定をいつも考え、健康的で建設的な考え方をする優等生。戦いはあまり好まないが、目的のためならなるべく相手を苦しませずに倒そうとする。
- 羅知鱈喪来（ラッチタラモコル）
技の必殺技。天高く放り投げた銛が、念を送った相手の頭上に突然現れて突き刺さる。
- 朽加羅悠加羅（くちからゆーから）
心の必殺技。歌って攻撃。
- 押山馬力（おしゃまんばりき）
体の超必殺技。パンチ。
- 螺無非利歌（ラムピリカ）
心の超必殺技。
- 怒頭水（どとうすい）
心の極必殺技。口から水を吐き出す。

消雪のクジラベエ
モデル：鯨　武具：陰陽銛・一切空（いっさいくう）　流派：地
契約闘神士：地流闘神士
クジラに似た魚人的な外見を持ち、のんびりした性格の式神。一族の中でも特に穏健派と知られる長老格。普段から微笑を絶やすことは無いが、戦闘時も笑顔のまま相手の息の根を止める。
- 瞬殺異界送（しゅんさついかいおくり）
銛を敵の急所に打ち込み、その魂を別世界に送って戦闘不能にしてしまう。

消雪のマガホシ
声：長嶝高士
モデル：サメ　武具：陰陽銛・四生祟（ししょうだたり）　流派：天　神
契約闘神士：マホロバ　タイシン
鮫に似た魚人的な外見を持ち、一族内で最も過激に自然を信奉する式神。戦いにおいて甘い考えを持つ者、また自然を汚す者は瞬時に滅ぼすため、海の死神と称される。一族の尊ぶ安定は、弱者が滅びきってこそ訪れると考えている節がある。
- 獄門犯禁句（ごくもんハンギング）
- 骸神滅閃（がいしんめっせん）
- 千牙手裏剣（せんがしゅりけん）
口をあけ、牙が敵に突き刺す。
- 尾連隔絶之舞（びれんかくぜつのまい）
- 大津波千幻（おおつなみせんげん）
- 三日月光斬（みかづきこうざん）
- 水刃流破却弾（すいじんりゅうはきゃくだん）
- 浄名剛衝醍武（じょうめいごうしょうだいぶ）

### 榎
属性は木。由来は落葉高木樹に夏に花をさかせる榎。二十四節気の七、立夏と学問を司る。モチーフは、猿。武器は長槍。
榎のサネマロ
声：麻生智久
モデル：テナガザル　武具：陰陽長槍・如意真槍（にょいしんそう）　流派：天
契約闘神士：吉川ヤクモ
猿に似た獣人的な外見を持ち、気取り屋で調子に乗りやすい式神。しかし、契約者の向学心を強くさせる一族でも一、二を争う教え上手で、契約者の力を何倍にもアップさせる。
- 旋風演舞（せんぷうえんぶ）
心の必殺技。
- 真槍三禁突（しんそうさんきんとつ）
技の必殺技。3つの急所を槍で付き、式神の生気を枯らす。
- 猿臂断固破砕（えんぴだんこはさい）
体の必殺技。伸縮自在の腕で乱打する。
- 雅震楽今様（がしんらくいまよう）
- 秘中之秘蒼天突（ひちゅうのひそうてんとつ）
- 聖典錫杖之祓（せいてんしゃくじょうのはらえ）

榎のオトチカ
声：ゆきじ
モデル：ピグミーマーモセット　武具：陰陽長槍・天竺渡（てんじくわたり）　流派：天 地
契約闘神士：カザン
ピグミー猿に似た獣人的な外見を持ち、一族で争う頭脳を持つ式神。幼いため落ち着きがなく、しばしば人を小馬鹿にした態度を取る。戦闘では身軽な動きと減らず口で器用に立ち回る。
- 揺基自在槍（ゆらぎじざいやり）
槍を鞭のように使って、攻撃する。

榎のコンゴウ
声：杉野博臣
モデル：ゴリラ　武具：陰陽長槍・無双樹（むそうじゅ）　流派：天 地
契約闘神士：ショウカク
ゴリラに似た獣人的な外見を持ち、多くの戦闘経験と優れた頭脳を持つ式神。密かに闘神道の暗黒面の研究をしており、逆式についても詳しい。単独での戦闘にも優れ、槍の届く範囲には、何人たりとも近寄ることができない。 
- 葉隠不死計（はがくれふしのけい）
長槍で天を突いて出現させた大量の葉で分身を作り敵を攻撃させる。
- 微塵粉砕下死（みじんふんさいおろし）
- 豪腕分殴流（ごうわんぶんなぐーる）
- 大樹根地脈鎖（だいじゅこんちみゃくさ）
- 無双罵乱罵嵐（むそうばらんばらん）

### 大火
属性は火。由来は大きな火事、大火災など。二十四節気の八、小満と援助を司る。モチーフは夕刻以降活動する動物。武器は算盤。
大火のムミョウ
声：今村直樹
モデル：蝙蝠　武具：陰陽算盤･長老板（ちょうろうばん）　流派：天 地
契約闘神士：シラヌイ　ウジヤマ
コウモリに似た鳥人的な外見を持ち、盲目だが常人以上の鋭い感覚を持つ式神。表立っての行動を嫌い、主戦武器は忍びの道具を仕込んだ算盤。その使用法は多彩。
- 驚愕閃光爆弾（きょうがくスタンボム）:*必殺霊流銃（ひっさつレールガン）
算盤を肩口に当てて構え、盤面を滑らせた火符を相手に命中させる。
- 居合十露盤鋸刀（いあいそろばんチェンソー）
- 借火鳴響音波（しゃっかめいきょうおんぱ）
音波攻撃。

大火のズクマル
モデル：梟　武具：陰陽算盤･大賢人（だいけんじん）　流派：地
契約闘神士：地流派闘神士
フクロウに似た鳥人的な外見を持ち、必要な物を何でも調達してくる式神。調達してくる物の内容は術者の懐次第で、商魂たくましい。主戦武器にも商売道具を使い、硬い木枠での殴り攻撃は痛烈。 
- 不動大炎舞（ふどうだいえんぶ）
念の炎をまとった算盤のコマを敵目掛けて連射する。

大火のヤタロウ
声：小西克幸
モデル：烏　得物：陰陽算盤･問答無用盤（もんどうむようばん）　流派：神
契約闘神士：ショウカク
カラスに似た鳥人的な外見を持ち、闇にまぎれて生きる忍式神。1人で生き抜くサバイバル技術に長け、潜入工作を得意とし、逆境に強いタイプ。援助を表立って示すことを嫌い、密かに、さりげなく行うのを好む。
- 羽黒手裏珠（はぐろしゅりだま）
算盤を投石器のように使用し、衝撃力の高い厚型の手裏剣を敵に命中させる。
- 遠心超禮独楽（えんしんちょうらいごま）
- 大羽肢禁呪炎（おおばしきんじゅえん）
炎を出して攻撃。

### 繁茂
属性は土。由来は草木が生い茂る事。二十節季の九、芒種と成長を司る。モチーフは、繁殖力が高い小動物。武器は巻物。
繁茂のマスラオ
声：志賀克也
モデル：ハリネズミ　武具：陰陽巻物･金言全集（きんげんぜんしゅう）　流派：地
契約闘神士：ウスダ
ハリネズミに似た獣人的な外見を持ち、地道な努力を好む実力派の式神。不言実行や大器晩成といった言葉をよく口にし、粘り強い戦いが信条。武器には四字熟語が多く書かれており、その言葉で相手や自分の状態を変化させる。
- 一石二鳥巻（いっせきにちょうのまき）
相手と自分の体を巻物でグルグル巻きにして体力を吸い取る。
- 大回転針地獄（だいかいてんはりじごく）
雲丹のような針玉に変身して突進する。

繁茂のニンクロウ
声：阪口大助
モデル：アルマジロ　武具：陰陽巻物・鉄壁大全（てっぺきたいぜん）　流派：地
契約闘神士：シノノメ
アルマジロに似た獣人的な外見を持ち、苦労人の式神。成長のための努力の大切さをかみしめ、常に技の錬磨に余念がない。攻撃よりも防御に重きを置き、最大の攻撃は防御と語る。相手に攻撃させ、疲れさせてから逆襲に転じる。
- 専守防衛書（せんしゅぼうえいのしょ）
超硬度の巻物で守りに徹し、攻撃する敵の方にダメージを喰らわせる。
- 装甲自転地獄車（そうこうじてんじごくぐるま）
巻物をボール状にして突進。

繁茂のチュウキチ
モデル：鼠　武具：陰陽巻物･吉凶具現絵巻（きっきょうぐげんえまき）　流派：-
契約闘神士：-
ネズミに似た獣人的な外見を持ち、口うるさいが思いやりのある式神。一族の中では経験の浅い方で、契約者と共に成長するのを何よりの喜びとする。手にする武器からは様々な物を呼び出す。
- 伏魔鼠雪崩（ふくまねずみなだれ）
巻物から無数の鼠を出現させ、敵を圧死させる。

### 朱雀
属性は土。由来は南を守護する朱雀。二十四節気の十、夏至と再生を司る。武器は手裏剣。
朱雀のバラワカ
声：千葉一伸
モデル：朱雀　武具：陰陽手裏剣･白蓮刃（びゃくれんじん）　流派：天　神
契約闘神士：ウスベニ
鳳凰に似た鳥人的な外見を持ち、貴族的な階級意識を持つ式神。他の式神には無い再生能力を持つ一族が一番偉いと考え、中でも強力な力を持つ自分が高位にあると思っている。空中浮遊能力があり、攻撃も主に高所から敵を見下ろしながら行う。
- 雷神光閃（インドラこうせん）
心の必殺技。
- 美瞬繰呪名（びしゅぬくりしゅな）
技の必殺技。
- 猿神衝射撃（ハヌマンショット）
- 薔薇修羅摩（バラシュラーマ）
薔薇をばら撒く。
- 韋駄天太陽神（スカンダスーリア）

朱雀のコマチ
モデル：朱雀武具：陰陽手裏剣･瑠璃蓮華（るりれんげ）　流派：-
契約闘神士：-
鳳凰に似た鳥人的な外見を持ち、気ままで自由な式神。死に瀕した魂を生涯に1度だけ救うことができる。バラワカを好いている。
- 炎舞暗殺剣（えんぶあんさつけん）
炎をまとった手裏剣を敵の死角から突然出現させ、大きなダメージを与える。

朱雀のライザ
モデル：鳳凰　武具：陰陽手裏剣･烈火翔（れっかしょう）　流派：-
契約闘神士：-
鳳凰に似た鳥人的な外見を持ち、華麗さと激しさを併せ持つ式神。力を命に作用させず、生き延びて立ち直ることに価値を見出す。一見、女王様風だが、実は酸いも甘いも噛み分けた生粋のいい女。
- 御舞狼怒詠（オンブロードウェイ）
手裏剣を手刀のように広げ持ち、式神舞踊“怒れる狼”の調べに合わせて舞う。

### 赤銅
属性は金。由来は金属の銅の別名。二十四節気の十一、小暑と以心伝心を司る。モチーフはカブトムシ。武器は鉄球。
赤銅のイソロク
声：矢部雅史
モデル：カブトムシ　武具：陰陽鉄球・朝洞塊（あさぼらけ）　流派：天
契約闘神士：西郷テル
カブトムシに似た機械人的な外見を持ち、酒豪で豪快な式神。見た目によらず鋭い勘の持ち主。超密度の鉄球を軽々と振り回す。
- 合掌爆殺（がっしょうばくさつ）
念を込めて合掌すると、周りは爆発する。
- 灼熱気弾（しゃくねつきだん）
- 金剛力弾球（こんごうりきダンク）
念を込めた鉄球を投げる。
- 邪色空爆圧殺（ジャイロくうばくプレス）
- 強襲対流圏落（きょうしゅうたいりゅうけんおとし）
- 鉄槌五十六強襲（はんまいそろくきょうしゅう）
- 天地開闢突貫爪（てんちかいびゃくとっかんそう）
- 始元直下炸裂弾（しげんちょっかさくれつだん）

赤銅のミソヒト
声：松本大
モデル：ヘラクレスオオカブト　武具：陰陽鉄球･花形見（はながたみ）　流派：地
契約闘神士：ダンジョウ
ヘラクレスオオカブトに似た機械人的な外見を持ち、こわもてな式神。特に相手の心を読むのが得意。プライドが高いが品がない。鉄球による破壊活動が何よりの楽しみで、ため込んだストレスを発散している。
- 金月見一杯礫（つきみていっぱいつぶて）
水面に映した月に鉄球をぶち当て、破壊した月の残像流星を相手に叩きつける。
- 青丹三連吹込（あおたんさんれんぶっこみ）
鉄球と振り回して、一（牡丹）、ニ（紅葉）、三（菊）と、敵に振り下ろす。
- 突貫一本迅雷（とっかんいっぽんじんらい）
- 強力圧縮鋏潰（ごうりきあっしゅくはさみつぶし）

赤銅のイツム
声：銀河万丈
モデル：アトラスオオカブト　武具：陰陽鉄球･射干玉（ぬぼたま）　流派：地
契約闘神士：ミカヅチ
アトラスオオカブトに似た機械人的な外見を持ち、念力を持つ式神。念話の能力で意思を通じ合わせるだけでなく、瞬間的に相手を操ることもできる。触れた物を異界に飛ばす鉄球も実は念力で操っており、振り回さなくても遠隔操作が可能。
- 最古祈念呪（さいこきねんしゅ）

### 甘露
属性は水。由来は甘くて美味しい事。二十四節気の十二、大暑と加護を司る。モチーフは軟体動物。武器は錫杖。
甘露のコマキ
声：松岡由貴
モデル：クリオネ　武具：陰陽錫杖・喰々（くらくら）　流派：地
契約闘神士：ミササ
クリオネに似た魚人的な外見を持ち、お転婆な式神。一応契約者の加護に努めるが、根は怠け者で甘え上手。とはいえ戦闘能力は意外に高く、持ち前のすばしこさと錫杖を使った術で敵を翻弄する。
- 氷珠旋風（ひょうじゅせんぷう）
錫杖を回し、氷の欠片と共に旋風を当てる。
- 魂喰幻惑光（たまくらげんわくこう）
相手の魂に幻を見せ、強力な攻撃を浴びた気にさせてしまう。
- 御霊絞之旋毛噛（みたましぼりのつむじがみ）
頭上にある口が開く。

甘露のクラダユウ
声：立野香菜子
モデル：ミズクラゲ　武具：陰陽錫杖・祓々（はらはら）　流派：地
契約闘神士：ミヅキ
クラゲに似た魚人的な外見を持ち、占いが得意で巫女的な式神。契約者の身の安全を常に考えて行動する。戦闘において錫杖で相手の吉凶を逆転させる。
- 煩悩滅却打（ぼんのうめっきゃくうち）
技の必殺技。敵の頭をブッ叩く。
- 碧眼光（へきがんこう）
- 五色雲天竺雨（ごしきぐもてんじくう）
虹を出す。
- 夜叉凶灯（やしゃまがひ）:

甘露のミユキ
声：天野由梨
モデル：オウムガイ　得物：陰陽錫杖・霊葛（たまかづら）　流派：地
契約闘神士：オオスミ
オウムガイに似た魚人的な外見を持ち、敵にも味方にも公平な心を持つ式神。加護を司る甘露族らしく、基本的には何かを守るためでなければ戦わない。非常の時には貝殻の中に潜み、絶対防御の構えを取る。“霊葛”には強力な麻酔針が仕込まれている。
- 渦巻光速蹴汰（うずまきこうそくシューター）
- 護紗錐貫通衝（ごしゃすいかんつうしょう）
- 浪流輪酸雫（ろうりんさんだ）
貝の中に引っ込み、錫杖だけを突き出して回転し、強酸を敵に浴びせる。

### 楓
由来は落葉樹で紅葉に染まる楓。二十四節気の十三、立秋と情熱を司る。モチーフは偶蹄目で角がある動物。武器は弓。
楓のダイカク
声優：麻生智久
モデル：ヘラジカ　得物：陰陽双弓・締張弦（しめはりづる）　流派：神
契約闘神士：タイシン
ヘラジカに似た獣人的な外見を持ち、勇猛な戦士タイプの式神。楓族の典型とも言える情熱的な性格で、熱すぎて空回りすることもしばしば。気持ちを落ち着けるために始めた香道が高じ、戦闘前には手製の香を焚く。
- 豪腕弦風車ごうわんげんふうしゃ）
弓を風車のように回転させながらの突進で行く手を妨げる何者をも吹っ飛ばす。
- 流鏑馬十六法射（やぶさめじゅうろっぽうじゃ）
- 鳴枝呼颱（めいしこたい）

楓のクレナイ
声：加藤優子
モデル：鹿　武具：陰陽弓･紅星（くれないぼし）　流派：地
契約闘神士：チハヤ
鹿に似た獣人的な外見を持ち、プライドが高い。繰り出す矢は光の軌跡を残す。
- 破魔流星雨（はまりゅうせいう）
大量の矢を雨のように降らせ、相手の霊的防御を無効にして貫通する。
- 神業一矢通貫（かみわざいっしつうかん）

楓のベニマル
モデル：羊　武具：陰陽弓・救羊弩（キューピッド）　流派：-
契約闘神士：-
羊に似た獣人的な外見を持ち、自然と心を通い合わせることのできる式神。性格はとても複雑で、臆病かと思うと意外に図々しかったり、普段は無口なのに興味のあることになると突然饒舌になったりする。
- 栗毬吃驚矢（くりいがびっくりや）

### 癒火
属性は火。由来は治癒する、心の傷が癒えるなどの癒やし。二十四節気の十四、処暑と回復を司る。モチーフは鳥。武器は針。
癒火のシラトリ
モデル：ハクチョウ　武具：陰陽針・名針百選（なばりひゃくせん）　流派：-
契約闘神士：-
白鳥に似た鳥人的な外見を持つ。
- 護魔絶命針（ごまぜつめいしん）

癒火のツルヤッコ
モデル：ツル　武具：陰陽針・裁縫浄土針（さいほうじょうどしん）　流派：天
契約闘神士：シラヌイ
鶴に似た鳥人的な外見を持ち、気風が良く男勝りな式女神。母性にあふれる面も持ち、言い訳や弱音が何より嫌いで、かなりの負けず嫌い。
- 転成影狩縫（てんせいかがりぬい）
- 当暴啖呵（あたぼうたんか）
- 大江戸華炎之針（おおえどかえんのはり）

癒火のヒヨシノ
声：小桜エツ子
モデル：ひよこ　得物：陰陽針・痛点角（つうてんかく）　流派：天
契約闘神士：
小さくても誇り高い式神。自分を回復させながらガンガン突き進む。御椀型船舶一級技師の資格を持ち、激流の川から、荒れる大海までどこにでも行く。
- 針剣千本突（はりけんせんぼんづき）

### 豊穣
属性は土。由来は穀物が実って豊かな事。二十四節気の十五、白露と協力を司る。モチーフは猫。武器は鎖。
豊穣のネネ
声：神田朱未
モデル：ネコ　武具：陰陽鎖・文殊陀数寄（もんじゅだすき）　流派：天
契約闘神士：
ネコに似た獣人的な外見を持ち、きびしいが本当は寂しがり屋の式神。
- 緑風気功鞭（りょくふうきこうべん）
掌から蔓が生まれ、相手を絡ませる。
- 百岩針刺爪（ひゃくがんしんさっそう）
両手から爪が伸びて切りつける。
- 霊縛大鎖陣（れいばくだいさじん）
鎖を蜘蛛の巣状に展開し、念波を広範囲に拡散させて攻撃する。
- 鉄鎖陰陽大蛇（てっさおんみょうおろち）
- 大天縛鎖霊鎮守（だいてんばくそれいちんじゅ）
- 六言呪言突（りくげんじゅごんとつ）
- 白露爆砕（はくろばくさい）
- 王道崩壊（おうどうほうかい）

豊穣のルリ
声：木村亜希子
モデル：ペルシャネコ　武具：陰陽鎖・瑠璃（るり）　流派：天 地
契約闘神士：キクサキ
ペルシャネコに似た獣人的な外見を持ち、色っぽいが、かなり計算高い式神。彼女の心情はギブ＆テイク。得にならないことはしない主義。そう言いつつも、なぜか情に流されて損な役回りになることが多々ある。
- 武闘鎖人舞（ぶとうさじんのまい）
鎖が人型になって術者の動きをフォローし、体当たり攻撃をする。
- 紅王破闘螺三角（クレオパトラトライアングル）

豊穣のアンジ
モデル：黒猫　武具：陰陽鎖・破羅夷狙（はらいそ）　流派：地
契約闘神士：地流派闘神士
黒猫に似た獣人的な外見を持ち、女性の扱いに長けた紳士的な式神。どこか皮肉っぽく冷めたところがあるため協力的ではないように思われ勝ち。高度な呪文によって霊的防御が施された陰陽鎖を使う。
- 堕天使之宴（だてんしのうたげ）
敵に打ち下ろした鎖が弾け、弾けた輪が倒れるまで敵にぶつかり続ける。

### 白虎
属性は土。由来は西を守護する白虎。二十四節気の十六、秋分と信頼を司る。武器は剣。
白虎のコゲンタ
声：相田さやか
モデル：白虎　武具：陰陽剣・西海道虎鉄（さいかいどうこてつ）　流派：天
契約闘神士：吉川ヤクモ　太刀花リク
虎に似た獣人的な外見を持ち、一見おおざっぱだが友情に厚い。普段の関係がどうあろうと契約者は絶対に裏切らない。
GBAソフト『バトローラーエックス』に『ONE PIECE』のゾロ、『冒険王ビィト』のビィトと共に友情出演している。
- 破軍孤影斬（はぐんこえいざん）
心の必殺技。気功波で打ち抜く。
- 怒涛斬魂剣（どとうざんこんけん））
技の必殺技。式神を一刀両断に切り裂く。
- 弧月拳舞
体の必殺技。体や拳から三日月が放たれる。
- 百鬼滅衰撃
心の超必殺技。一度行使すると精神体力を使い切るため、一撃必殺の切り札。
- 地脈流虎咆破
技の超必殺技。西海道虎鉄から虎の気を放つ。
- 酔無縛天之舞
体の超必殺。
- 白虎炎蒸破
心の極必殺。全てを蒸発させる。
- 白虎妙王返
技の極必殺。
- 虎王残月岩砕爪
体の極必殺。
- 連撃怒涛斬魂剣
- 怒涛斬魂剣三連撃
- 破軍孤影斬三連撃
- 百鬼滅衰撃三連撃
- 風雲反魂手
- 五行奉神剣
- 閃輝照陽光

白虎のランゲツ
声：三宅健太
モデル：白虎　武具：陰陽剣・曼珠沙華（まんじゅしゃげ）　流派：天 地
契約闘神士：マホロバ　飛鳥ユーマ
虎に似た獣人的な外見を持ち、戦いを好む式神。契約者に対してのみ示され、他は同族であっても一切信用しない。自分よりも強い者に出会うことを楽しみとしている。
- 邪五行滅衰
- 裂紙大逆剣
- 爆砕牙点突
- 相剋式破断
- 螺旋捻崩落流
- 牙嵐歳破錘
- 凶王凶乱破砕陣
心の極必殺。
- 凶闘気無限暗黒
技の極必殺。
- 赤月華
- 洞刻

白虎のゲンタロウ
モデル：白虎　武具：陰陽剣・北斗渡（ほくとわたり）　流派：-
契約闘神士：
虎に似た獣人的な外見を持ち、若いながらも経験豊富な式神。快活で頼もしい兄貴分。力の抜けた流れるような戦い方は、歴戦の戦士が見せる
- 七星斬魂剣

### 白銀
属性は金。由来は金属で貴金属である銀の呼び名。二十四節気の十七、寒露と正義を司る。モチーフは翅を持つ益虫。武器は鎌。
白銀のチヨロズ
声：林真里花
モデル：カマキリ　武具：陰陽鎌･今狙刈（いまそかり）　流派：地
契約闘神士：ムラサメ
カマキリに似た機械人的な外見を持ち、妖艶だが潔癖なところのある式神。非道に対する怒りに我を忘れてしまう。
- 天道断罪斬

白銀のイザヨイ
モデル：アゲハチョウ　武具：陰陽鎌･漫路咬（そぞろがみ）　流派：-
契約闘神士：-
アゲハチョウに似た機械人的な外見を持ち、強引に相手をねじ伏せる女王的な式神。白銀族の唱える正義に逆らう者には死をと考える極端な性格。物言いも高飛車で、相手の反論を許さない。
- 鱗粉旋風斬

白銀のヒフミヨ
モデル：雀蜂　武具：陰陽鎌･涙乾（るいかん）　流派：-
契約闘神士：-
スズメバチに似た機械人的な外見を持ち、強力な指導力を持ち伝統を重んじる式神。白銀属の尊ぶ正義が両刃の剣であることを知る気高く賢いリーダー。無数の超細密蜂型機械が寄せ集まってできている。
- 大慈悲封殺

### 秋水
属性は水。由来は秋の頃の澄み切った水。二十四節気の十八、霜降と根性を司る。モチーフは硬骨魚綱に属している魚。武器は三又。
秋水のナマズボウ
声：稲田徹
モデル：ナマズ　武具：陰陽三又・三番掻（さんばんそう）　流派：地
契約闘神士：ナンカイ
ナマズに似た魚人的な外見を持ち、物静かだが怒らせると恐い式神。一族のモットーは根性で、契約者にも根性を要求する。派手なアクションを決めながら戦う。
- 鳴動震撼波
三又をスタンドマイクのように構え、大音声で敵に超音波をぶつける。
- 捨身爆砕身
- 急々迫震戟
- 水神地脈断裂
- 土遁断層自在爆（どとうだんそうじざいばく）

秋水のエレキテル
声：矢部雅史
モデル：デンキウナギ　武具：陰陽三又･暴流登衝撃（ボルトショック）　流派：地
契約闘神士：カンナ
デンキウナギに似た魚人的な外見を持ち、喧嘩っ早い式神。熱い戦いを展開する。趣味は音楽鑑賞と契約者との特訓で、鍛え上げられた美声と筋肉が自慢。さらに持ち前の電気パワーが加わり、戦いのバリエーションは豊富。
- 暴流登衝撃
- 振覇輪大名紋
- 阿毘捨法雷神憑（あびしゃらほうらいじんつき）

秋水のリュウコン
声：矢部雅史
モデル：タツノオトシゴ　得物：陰陽三又・百代貴（はくたいき）　流派：地
契約闘神士：ダイカン
タツノオトシゴに似た魚人的な外見を持ち、先手必勝を身上とする式神。一見飄々としているが、人一倍根性のある不言実行派。目立ちたがりの一族には珍しく裏方を好む。武器は芸術品としても価値が高い。
- 竜宮須羅撞

### 柊
属性は木。由来は節分。二十四節気の十九、立冬と霊感を司。モチーフは冬でも動き回るウサギ。武器は数珠。
柊のトウベエ
声：水島大宙
モデル：ウサギ　武器：陰陽数珠･森羅（しんら）　流派：天地
契約闘神士：マホロバ　モズ
兎に似た獣人的な外見を持ち、沈着冷静で企み事を好む式神。上品で謙遜深い好青年を装っているが、実はかなりの野心家。契約者の霊感を高め、自身も霊感が強い。数珠は高僧の頭骨を磨いて作られた。
- 御霧氷結晶
- 環羅漢散華珠
- 果孵化森羅万象
- 降臨伽羅火羅陣
- 跳壊人智超蹴

柊のホリン
声：ゆかな
モデル：ロップイヤーウサギ　武器：陰陽数珠･嬰児（みどりご）　流派：天
契約闘神士：ナズナ
ロップイヤー兎に似た獣人的な外見を持ち、清楚で可憐で乙女チックな式神。柊族がもたらす霊感は、他の式神には無い独特なもの。
- 浄化之産声
口から言霊を発し、土地を清める。
- 十六夜欠落
- 風神降臨陣
両耳で大風を起こし、周囲の敵を吹き飛ばす。
- 花吹雪酔夢反
風神降臨陣よりも大きな風と同時に花びらをも撒き散らす。
- 雷神爆雷（インドラばくらい）
- 世界樹建言（ユグドラシルけんげん）
- 闘神獅子奮迅（マルスししふんじん）
- 陰陽投吉治癒（おんみょうなげキッチュ）
投げキッスで味方の式神を発奮させながら回復を行う。

柊のジャジャ
モデル：ジャックウサギ　武器でしょうか：陰陽数珠･大喰（うぉーくらい）　流派：-
契約闘神士：-
ジャック兎に似た獣人的な外見を持ち、独特なふてぶてしさを持つ式神。能力を活かした占いや除霊を金儲けに結びつける手腕は天才的。数珠に封じられた悪鬼のエネルギーは、自在に放出する事ができる。
- 六根棘之籠（ろっこんいばらのかご）

### 埋火
属性は火。由来は灰の中に埋めた炭火。二十四節気の二十、小雪と生命力を司る。モチーフは彩色が強い鳥。武器は扇子。
埋火のジャクヤ
モデル：孔雀　武具：陰陽扇子･生殺風牙扇（せいさつふうがせん）　流派：天
契約闘神士：天流闘神士
孔雀に似た鳥人的な外見を持ち、男性ながら女性的な口調の陽気な式神。埋火族は生命を特に尊び、生ける物全てに優しい。
- 埋火扇風
- 火徳地熱祭
扇で気流の印を切り、溶岩流を敵の足元に一点集中させて噴出させる。

埋火のミンゴベエ
声：鳥海勝美
モデル：フラミンゴ　武具：陰陽扇子･扇動騒動扇（せんどうそうどうせん）　流派：地
契約闘神士：キリヒト
フラミンゴに似た鳥人的な外見を持ち、お祭り好きで陽気な式神。直接的な戦闘能力はあまり高くないが、集団のパワーを上げる力を持っている。ジャクヤとは心の友。
- 火徳炎球祭（かとくえんきゅうざい）
炎球を扇子で自在に操って攻撃する。
- 紅羽手裏剣（くれないはねしゅりけん）
羽根をダーツのように突き刺す。

埋火のコウフク
声：三川二三
モデル：オウム　得物：陰陽扇子･万春楽（ばんすらく）　流派：地
契約闘神士：マドカ
オウムに似た鳥人的な外見を持ち、楽天的で冗談好きな明るい式神。生命を尊ぶ埋火族の中でも特に高齢者に祝福を与えるが、歯に衣着せぬ物言いがかえって好感を持たれてしまう得なタイプ。
- 竜級火徳拳（りゅうきゅうかとくけん）
拳に炎の竜をまとわせ、琉球唐手の突きや蹴りを繰り出す。

### 霜花
属性は土。由来は花が咲いたように見える霜、もしくは霜がついた花。二十四節気の二十一、大雪と進路を司る。モチーフは犬。武器は銃器。
霜花のオニシバ
声：天田真人
モデル：柴犬　武具：陰陽銃･回天三八式改（かいてんさんぱちしきかい）　流派：神(地)
契約闘神士：タイザン
柴犬に似た獣人的な外見を持ち、ニヒルで皮肉屋の式神。契約者の進むべき道を一番に考える霜花族は含みのある言葉を使う。オニシバも時として意味不明に聞こえることを言いがちだが、後になるとよく分かる。“回天三八式”は志を弾とする。
- 義志爆裂弾（ぎしばくれつだん）
- 黒腹蔵爆露弾（こくふくぞうばくろだん）
- 荒神乱舞
- 弾丸暴風雨（ブリットスコール）
- 一切合切貫通撃（いっさいがっさいかんつうげき）
- 神速血盟蹴（しんそくけつめいしゅう）
猛烈な蹴り。
- 連弾天地之理（れんだんあめつちのことわり）

霜花のライデン
声：天田益男
モデル：土佐犬　武具：陰陽臼砲・士魂六十糎（しこんろくじゅうせんち）　流派：地
契約闘神士：ゴンパチ
土佐犬に似た獣人的な外見を持ち、実直で頭の固い式神。常に契約者を案じているが、口から出るのは暑苦しい励ましの言葉のみ。戦闘で腕力にまかせて砲身を振り回す。
- 熱魂手張鉄砲（ねっこんてばりでっぽう）
臼砲の射口に気を貯めて玉を作り、手でそれを打ち出す。
- 逆転砲武乱（ぎゃくてんほうぶらん）
臼砲をバットのように振り回して攻撃する。
- 銀星天之運行（ぎんせいてんのうんこう）

霜花のクロイチ
モデル：ドーベルマン　武具：陰陽ライフル･物部（もののふ）　流派：天　神
契約闘神士：ライホウ
ドーベルマンに似た獣人的な外見を持ち、寡黙で確実に仕事をこなす式神。自らの進路を狙撃手と決め邁進してきた戦闘エリート。早くから道を定めるメリットとデメリットを知り、人の進路を温かく見守る。敵の行動パターンを調べ尽くし仕留める。
- 戦手桂馬撃（せんてけいまげき）
相手の目の前で突然、将棋の桂馬のように軌道を変える奇襲的狙撃術。
- 鬼骨侵食弾（きこつしんしょくだん）

### 玄武
属性は土。由来は冬と水を司り北を守護する玄武。二十四節気の二十二、冬至と運命を司る。武器は鉈。
玄武のコロク
声：神代知衣
モデル：玄武　得物：陰陽鉈・六根斬（ろっこんざん）　流派：天
契約闘神士：はぐれ式神
亀に似た獣人的な外見を持ち、寡黙で口下手な式神。玄武族は運命を象徴する一族で、相手の未来が見える分、気が長く優しい。
- 亀甲重砕破（きっこうじゅうさいは）
鉈の切り口に甲羅で回転体当たりし、固い相手も粉砕する。

玄武のガンゾウ
声：小西克幸
モデル：玄武　得物：陰陽鉈・無銘巌砕（むめいがんさい）　流派：神
契約闘神士：ゼンジョウ
岩亀に似た獣人的な外見を持ち、頑固で職人気質な式神。ハッキリ告げる主義。ダメならダメなりにあきらめずに生きることが大切と考えている。甲羅から出ている蛇は愛妻のスズネ。
- 片手大鎧割（かたておおよろいわり）
鉈の自重と切れ味のみに任せ、小細工無しで相手に切りつける。

玄武のラクサイ
声：岸野幸正
モデル：ウミガメ　得物：陰陽鉈・九品断（くほんだん）　流派：天
契約闘神士：はぐれ式神
海亀に似た獣人的な外見を持ち、ファンキーで乗りのいい老式神。全てはなるようになると達観した玄武族の元長老。堅苦しい長老の座は後進に譲ったが、いざと言う時は強い発言力を持つ。老いたりといえど戦いの腕は衰えてはいない。 
- 破歪庵超斧（ハワイアンチョップ）
鉈の裏打ちで切れ味より衝撃を狙った人道的だが強力な一撃。
- 入海攻撃（いりかいアタック）
- 輝上空活火山（キラウエアかつかざん）

### 黒鉄
由来は金属で最も用いられる鉄の呼び名。二十四節気の二十三、小寒と勝負を司る。モチーフはクワガタムシ。武器は大剣。
黒鉄のフジ
声：千葉一伸
モデル：ノコギリクワガタ　：陰陽大剣・右兵衛、左兵衛（うひょうえ、さひょうえ）　流派：地
契約闘神士：カゲロウ　剣崎イゾウ
クワガタに似た機械人的な外見を持ち、一見冷酷だが仲間思いの式神、とにかく勝ち負けにこだわる。切れ味鋭い“右兵衛”と“左兵衛”を使用した二刀流で敵を倒す。
- 逆手下剋上（さかてげこくじょう）
技の必殺技。
- 万鬼伏滅蛇蝎掌（ばんきふくめつだかつしょう）
- 闘気大裂断（とうきだいれつざん）
- 北斗元陣三顧之章（ほくとげんじんさんこのしょう）
- 両兵衛絶対（不二りょうひょうえぜったいふじ）
- 剛力鋏身折（ごうりきはなみおり）

黒鉄のリクドウ
声：吉田智則
モデル：チリクワガタ　：陰陽大剣・太郎兵衛&次郎兵衛（たろべえ＆じろべえ）　流派：天
契約闘神士：吉川ヤクモ
チリクワガタに似た機械人的な外見を持ち、戦いを見世物と割り切っている芸人的な式神。勝負にこだわる黒鉄族の中では、ひきょうもの呼ばわりされる異端児。しかし、彼なりのこだわりがあり、結果よりも中身に重きを置いている。
- 寝床大喜利（ねどこおおぎり）
技の必殺技。徹底的に下手な小技を連続させることで敵の体力を奪う。
- 二天他力本願（にてんたりきほんがん）
- 突込全開大手刀（ツッコミぜんかいだいしゅとう）
体の超必殺。4本の腕で突っ込みの如く叩く。
- 六道無情鬼面剣（りくどうむじょうきめんけん）
技の極必殺。
- 婆去羅医者去（バサラいしゃさらん）
- 暴力的邪道（バイオレンスジャドウ）

黒鉄のココトウ
モデル：ミヤマクワガタ　武具：陰陽大剣・天斬、地斬（てんざん、ちざん）　流派：-
契約闘神士：-
ミヤマクワガタに似た機械人的な外見を持ち、勝つためには手段を選ばない式神。利用できるものは何でも使い、必ず勝ちを収めるため、今のところ同族では無敗を誇る。2本の陰陽大剣を用いた挟み技や左右からの撹乱を戦法とする。
- 天地動乱斬（てんちどうらんざん）
左右の剣を不規則に振り回したかと思うと、突然持ち替えて上下に交差させる。
- 魔都露西剣（まとりょしけん）
技の超必殺技。

### 凝寂
属性は水。由来は氷が凍結する間の静寂。二十四節気の二十四、大寒と理知を司る。モチーフは鎧のように硬い甲殻類。武器は小槌。
凝寂のエビヒコ
声：長嶝高士
モデル：海老　得物：陰陽小槌･荒樫鼓（あらかしこ）　流派：地
契約闘神士：睦月茂
エビに似た魚人的な外見を持ち、争い事が嫌いで仲裁役をつとめる式神。何を考えているか全く読めない。。 
- 調伏御霊落（ちょうぶくみたまおとし）
技の必殺技。小槌を相手の脳天に叩きつけ、相手の戦意を喪失させる。
- 幻灯澪（げんとれい）
- 遁甲式煮湯染（とんこうしきしゃふつぞめ）
荒樫鼓から沸騰した湯を敵にかけて、その熱を敵の体に留まる。
- 無明泡（むみょうほう）
- 大無明泡（だいむみょうほう）

凝寂のカニエモン
モデル：蟹　武具：陰陽小槌･大弾正（だいだんじょう）　流派：地
契約闘神士：地流派闘神士
ガニに似た魚人的な外見を持ち、閻魔式神の異名を持つ厳格な式神。理屈っぽく、戦闘時も法知識を唱えながら戦い、相手の罪をジャッジする。武器は判決を言い渡す他、聞き分けの無い敵を叩き潰すのにも使用する。
- 判決水泡刑（はんけつすいほうのけい）
小槌を打ちつけた箇所から水泡が湧き出て身動きが取れなくなる。

凝寂のカブトオウ
モデル：カブトガニ　：陰陽小槌･二握槌（ふたつかづち）　流派：-
契約闘神士：-
カブトガニに似た魚人的な外見を持ち、常に弱い者の味方に立つ式神。理知を司る凝寂族の中でも特に高い知性を持ちながら、独自に陰陽槌の戦術を体系化し、多くの弟子を持つほどの格闘家でもある。自作の“二握槌”は、近接戦闘に特化した純粋な武器。
- 猛蟹甲破掌（もうかいこうはしょう）
槌の付け根によって空手の掌底と同じ型で敵を撃ち、そのまま小槌を振り下ろす。

### その他
麒麟のツイガ
モデル：麒麟　武具：陰陽ブーメラン・暫磁爆流（ざんじばる）
黄龍

合体技
- 五角五重之塔（ごかくごじゅうのとう）
五属性、五体の式神の順番に闘神士が空中に闘神符を投げ、そこから現れ五芒星を描き、結界を生み出し、式神達が結界に手を加え続けることで「五重之塔」に変化させる。「刹管相輪串刺」発動の為の布石。
- 刹管相輪串刺（さっかんそうりんすいしん）
究極必殺。「五角五重之塔」の頂上にある相輪の部分に五体の式神が入り込み、その後、相輪がドリルのように回転して下まで落下。捕らえている中の敵を切り刻む。